# Sofyan Amrabat
Sofyan Amrabat (en árabe: سفيان أمرابط; Huizen, Países Bajos, 21 de agosto de 1996) es un futbolista marroquí, con nacionalidad neerlandesa, que juega como centrocampista en el Fenerbahçe S. K. de la Superliga de Turquía.

## Selección nacional

### Participaciones en Copas del Mundo
| Mundial      | Sede  | Resultado      | Partidos | Goles |
| ------------ | ----- | -------------- | -------- | ----- |
| Mundial 2018 | Rusia | Fase de grupos | 1        | 0     |
| Mundial 2022 | Catar | Cuarto puesto  | 7        | 0     |

## Estadísticas

### Clubes
Actualizado al último partido disputado el 17 de agosto de 2024.
| Club                                 | Div.          | Temporada     | Liga  | Liga  | Liga   | Copas nacionales | Copas nacionales | Copas nacionales | Copas internacionales | Copas internacionales | Copas internacionales | Total | Total | Total  |
| Club                                 | Div.          | Temporada     | Part. | Goles | Asist. | Part.            | Goles            | Asist.           | Part.                 | Goles                 | Asist.                | Part. | Goles | Asist. |
| ------------------------------------ | ------------- | ------------- | ----- | ----- | ------ | ---------------- | ---------------- | ---------------- | --------------------- | --------------------- | --------------------- | ----- | ----- | ------ |
| F. C. Utrecht · Países Bajos         | 1.ª           | 2014-15       | 4     | 0     | 0      | 0                | 0                | 0                | ―                     | ―                     | ―                     | 4     | 0     | 0      |
| F. C. Utrecht · Países Bajos         | 1.ª           | 2015-16       | 11    | 0     | 2      | 1                | 0                | 1                | ―                     | ―                     | ―                     | 12    | 0     | 3      |
| F. C. Utrecht · Países Bajos         | 1.ª           | 2016-17       | 34    | 1     | 5      | 4                | 0                | 0                | ―                     | ―                     | ―                     | 38    | 1     | 5      |
| F. C. Utrecht · Países Bajos         | Total club    | Total club    | 49    | 1     | 7      | 5                | 0                | 1                | 0                     | 0                     | 0                     | 54    | 1     | 8      |
| Feyenoord de Róterdam · Países Bajos | 1.ª           | 2017-18       | 21    | 1     | 2      | 4                | 0                | 0                | 6                     | 1                     | 0                     | 31    | 2     | 2      |
| Feyenoord de Róterdam · Países Bajos | 1.ª           | 2018-19       | 0     | 0     | 0      | 1                | 0                | 0                | 1                     | 0                     | 0                     | 2     | 0     | 0      |
| Feyenoord de Róterdam · Países Bajos | Total club    | Total club    | 21    | 1     | 2      | 5                | 0                | 0                | 7                     | 1                     | 0                     | 33    | 2     | 2      |
| Club Brujas · Bélgica                | 1.ª           | 2018-19       | 24    | 1     | 0      | 1                | 0                | 0                | 4                     | 0                     | 0                     | 29    | 1     | 0      |
| Club Brujas · Bélgica                | 1.ª           | 2019-20       | 1     | 0     | 0      | ―                | ―                | ―                | ―                     | ―                     | ―                     | 1     | 0     | 0      |
| Club Brujas · Bélgica                | Total club    | Total club    | 25    | 1     | 0      | 1                | 0                | 0                | 4                     | 0                     | 0                     | 30    | 1     | 0      |
| Hellas Verona F. C. · Italia         | 1.ª           | 2019-20       | 34    | 1     | 1      | 0                | 0                | 0                | ―                     | ―                     | ―                     | 34    | 1     | 1      |
| Hellas Verona F. C. · Italia         | Total club    | Total club    | 34    | 1     | 1      | 0                | 0                | 0                | 0                     | 0                     | 0                     | 34    | 1     | 1      |
| ACF Fiorentina · Italia              | 1.ª           | 2020-21       | 31    | 0     | 0      | 2                | 0                | 0                | ―                     | ―                     | ―                     | 33    | 0     | 0      |
| ACF Fiorentina · Italia              | 1.ª           | 2021-22       | 23    | 1     | 0      | 2                | 0                | 0                | ―                     | ―                     | ―                     | 25    | 1     | 0      |
| ACF Fiorentina · Italia              | 1.ª           | 2022-23       | 29    | 0     | 1      | 5                | 0                | 0                | 15                    | 0                     | 0                     | 49    | 0     | 1      |
| ACF Fiorentina · Italia              | Total club    | Total club    | 83    | 1     | 1      | 9                | 0                | 0                | 15                    | 0                     | 0                     | 107   | 1     | 1      |
| Manchester United F. C. Inglaterra   | 1.ª           | 2023-24       | 21    | 0     | 0      | 4                | 0                | 0                | 5                     | 0                     | 0                     | 30    | 0     | 0      |
| Manchester United F. C. Inglaterra   | Total club    | Total club    | 21    | 0     | 0      | 4                | 0                | 0                | 5                     | 0                     | 0                     | 30    | 0     | 0      |
| ACF Fiorentina · Italia              | 1.ª           | 2024-25       | 1     | 0     | 0      | 0                | 0                | 0                | 0                     | 0                     | 0                     | 1     | 0     | 0      |
| ACF Fiorentina · Italia              | Total club    | Total club    | 1     | 0     | 0      | 0                | 0                | 0                | 0                     | 0                     | 0                     | 1     | 0     | 0      |
| Total carrera                        | Total carrera | Total carrera | 234   | 5     | 11     | 24               | 0                | 1                | 31                    | 1                     | 0                     | 289   | 6     | 12     |

## Palmarés

### Títulos nacionales
| Título                        | Club                    | País         | Año     |
| ----------------------------- | ----------------------- | ------------ | ------- |
| Supercopa de los Países Bajos | Feyenoord               | Países Bajos | 2017    |
| Copa de los Países Bajos      | Feyenoord               | Países Bajos | 2017-18 |
| Supercopa de los Países Bajos | Feyenoord               | Países Bajos | 2018    |
| Primera División de Bélgica   | Club Brujas             | Bélgica      | 2019-20 |
| FA Cup                        | Manchester United F. C. | Inglaterra   | 2023-24 |

### Distinciones individuales
| Distinción                                                      | Año  |
| --------------------------------------------------------------- | ---- |
| Jugador del año del Hellas Verona                               | 2020 |
| Mejor jugador africano en Serie A                               | 2020 |
| Parte de los 100 mejores jugadores del mundo según The Guardian | 2022 |